# Bądź szczęśliwa
Bądź szczęśliwa – drugi album solowy polskiego piosenkarza Jacka Lecha z 1974 roku, wydany przez Pronit.
Reżyser nagrania: Ryszard Poznakowski. Operator dźwięku: Michał Gola. Projekt graficzny: Marek Karewicz.

## Lista utworów
Strona A
| 1. | „Miłość niekochana” (muz. Piotr Figiel – sł. Stanisław Halny)                     | 3:00  |
|    |                                                                                   |       |
| 2. | „Nikt nie wie po co ścigasz sen” (muz. Wojciech Trzciński – sł. Marek Dutkiewicz) | 3:35  |
|    |                                                                                   |       |
| 3. | „Panna Anna w moich snach” (muz. Ryszard Poznakowski – sł. Paweł Hewil)           | 1:55  |
|    |                                                                                   |       |
| 4. | „Panny świętojańskie” (muz. Jacek Lech – sł. Marek Dutkiewicz)                    | 2:50  |
|    |                                                                                   |       |
| 5. | „Kochaj mnie dziewczyno” (muz. Ryszard Poznakowski – sł. Stanisław Halny)         | 3:10  |
|    |                                                                                   |       |
| 6. | „Bądź szczęśliwa” (muz. Jacek Lech – sł. Janusz Kondratowicz)                     | 4:20  |
|    |                                                                                   |       |
|    |                                                                                   | 18:50 |
|    |                                                                                   |       |
Strona B
| 1. | „Dwadzieścia lat, a może mniej” (muz. Piotr Figiel – sł. Janusz Kondratowicz)         | 3:35  |
|    |                                                                                       |       |
| 2. | „Warszawa jest smutna bez ciebie” (muz. Wojciech Trzciński – sł. Wojciech Filipowski) | 2:50  |
|    |                                                                                       |       |
| 3. | „Idzie na deszcz” (muz. Wojciech Trzciński – sł. Marek Dutkiewicz)                    | 2:25  |
|    |                                                                                       |       |
| 4. | „Puste dłonie” (muz. Ryszard Poznakowski – sł. Janusz Kondratowicz)                   | 3:30  |
|    |                                                                                       |       |
| 5. | „Już za krótki dla nas dzień” (muz. Piotr Figiel – sł. Andrzej Kuryło)                | 3:35  |
|    |                                                                                       |       |
| 6. | „Dzisiaj w nocy będę z tobą” (muz. Jacek Lech – sł. Marek Dutkiewicz)                 | 3:15  |
|    |                                                                                       |       |
|    |                                                                                       | 19:10 |
|    |                                                                                       |       |